# Erwin Zindler
Erwin Zindler (* 6. Oktober 1895 in Hamburg; † 5. November 1964 ebenda) war ein deutscher Lehrer, Schulleiter, Politischer Leiter in der NSDAP, kommissarischer Leiter des Gauamtes des NSLB sowie Offizier und Schriftsteller.

## Leben
Erwin Zindler war der Sohn eines Volksschullehrers. Die Kindheit verbrachte er in Hamburg-Hamm. Zindler besuchte drei Jahre die Volksschule in der Lohkoppelstraße 36 und wechselte 1905  an die Gelehrtenschule des Johanneums. Nach dem Abitur 1914 begann er ein Studium an der Universität Hamburg und der Universität Göttingen, das er aufgrund des Ersten Weltkriegs unterbrach. Er leistete Kriegsdienst als Offizier und erhielt das Eiserne Kreuz erster und zweiter Klasse, das Frontkämpferehrenkreuz und das Hamburger Hanseatenkreuz. Zindler setzte das Studium fort und schloss es mit einem Staatsexamen für das Höhere Lehramt ab. Er hatte die Lehrbefähigung für die Fächer Deutsch, Geschichte, Turnen und Spanisch. Von 1922 bis 1930 lehrte Zindler am heutigen Bismarckgymnasium in der Bogenstraße 59, das seinerzeit eine Oberrealschule für Jungen war. Von 1930 bis 1933 unterrichtete er an der Gelehrtenschule des Johanneums. 
Mitte 1933 wurde Heinrich Landahl als Schulleiter der Lichtwarkschule abgesetzt. Zindler übernahm dessen Stelle. 1934 sagte Zindler, dass die an der Lichtwarkschule verfolgte Reformpädagogik überheblich, gekünstelt und von „hochtrabender linker Intellektualität“ gekennzeichnet sei. Der Schulleiter veränderte das Schulprofil radikal. Zudem ersetzte er Lehrer, die aus seiner Sicht „marxistisch verseucht“ waren, gezielt, um das Lehrpersonal somit nationalsozialistisch auszurichten. Zindler hielt einen „Neubau“ und nicht einen „Umbau“ der Schule für erforderlich. Nach Ende der Zeit des Nationalsozialismus sprach Zindler allerdings davon, den alten Geist der Lichtwarkschule bewahrt zu haben, was jedoch als Legende angesehen werden muss.
1937 löste die Landesunterrichtsbehörde die Lichtwarkschule auf. Die Schule fusionierte mit dem Heinrich-Hertz-Realgymnasium und wurde als Oberschule für Jungen an den Hamburger Stadtpark verlegt. Zindler war der jüngere der beiden Schuldirektoren. Er erhielt daher die stellvertretende Leitung der neuen Oberschule. Zindler sagte nach 1945, dass die Machthaber ihm die Schulleiterstelle nicht hätten geben wollen, da sie ihn als gefährlich Menschen angesehen hätten. Dazu im Widerspruch steht jedoch sein Werdegang nach 1937. Zindler, der sich bereits 1933 für eine Aufnahme in die NSDAP beworben hatte, wurde 1937 Parteimitglied und engagierte sich als Politischer Leiter in Eppendorf. Von 1939 bis 1942 leistete er Kriegsdienst bei der Artillerie in Polen, Frankreich und Russland. Dabei agierte er als Batteriechef und Abteilungskommandeur, erhielt eine Auszeichnung und eine Beförderung zum Major.
Ab 1940 hatte die Schulleitung überlegt, Zindler wieder den Posten eines Schulleiters zu übertragen, vermutlich sowohl aufgrund des politischen Engagements als auch der militärischen Aktivitäten. Albert Henze, der die Schulverwaltung rücksichtslos leitete, entließ Mitte 1942 Werner Puttfarken als Schulleiter der Gelehrtenschule. Das Reichserziehungsministerium sah das Johanneum als „besonders wertvolle Schule“ an, der Schulleiter erhielt daher höhere Gehälter. Erwin Zindler übernahm die Stelle Puttfarkens als neuer Leiter der Einrichtung. Zur ungefähr gleichen Zeit schied Wilhelm Schulz als Gauleiter des Hamburger Nationalsozialistischen Lehrerbunds (NSLB) aus gesundheitlichen Gründen aus dem Dienst aus. Zindler übernahm dessen Stelle als zweiter kommissarischer Gauleiter des NSLB. Zindler und teilweise auch Schulz hielten in der Folgezeit ausgesprochen propagandistische Reden. Nach 1945 erklärte Zindler, nur auf Befehl gehandelt zu haben. Für den NSLB habe er sich auf Leistungen von Wissenschaft, Pädagogik und Kunst konzentriert. Da Zindler als Führer des NSLB das Recht hatte, in anderen Oberschulen zu hospitieren und davon auch Gebrauch machte, galt er bei deren Schulleitern als unbeliebt.
Am 18. Februar 1943 wurde der NSLB aufgelöst. Zindler leitete daraufhin als Gauschulbeauftragter der NSDAP die Kinderlandverschickung. Eine Woche nach dem Attentat vom 20. Juli 1944 sprach Zindler hierüber zu seinen Schülern. „Der Staat steht höher als der Einzelmensch“, so Zindler, der den Anschlag als ein Verbrechen ansah. Da Zindler als erfahrene militärische Führungsperson galt, wurde er im August 1944 erneut zum Kriegsdienst herangezogen. Als Kommandeur sollte er ein Landsturmbataillon anführen. Das Bataillon bestand aus politischen Leitern und sollte Hamburg verteidigen. Im Dezember 1944 erhielt er die Befehlsgewalt über drei Bataillone des Volkssturms. Die 50 bis 60 Jahre alten Männer sollten den Amtsbereich von Karl Kaufmann sichern, dessen Sitz am Budge-Palais in Harvestehude lag. Zindler richtete im nördlichen Keller des Johanneums sein Waffendepot und den Gefechtsstand ein. Sein Einsatzbereich umfasste das Gebiet von Eidelstedt bis zum Bahnhof Alte Wöhr östlich des Stadtparks. Vom 13. bis zum 20. März erteilte Zindler einen Lehrgang des Volkssturm in der Walddörferschule.
Nach Ende des Zweiten Weltkriegs erteilte die britische Militärregierung am 27. Juni 1945 die Anweisung, Zindler vom Dienst zu suspendieren. Gleichzeitig wurde er aufgefordert, sich stundenweise an Ordnungs- und Aufräumarbeiten zu beteiligen. Das Dienst- und Beamtenverhältnis als Lehrer endete im August 1945. In den folgenden drei Jahren wurde Zindler zeitweise als Lagerarbeiter oder für Transporttätigkeiten eingesetzt. 1948 verfasste er eine zehnseitige Schrift, mit der er sich selbst inszenieren wollte. Er sei Idealist gewesen und habe große Hoffnungen in die Versprechungen der NSDAP gesetzt, so Zindler. Allerdings habe er nie, wie andere Lehrer und Schulleiter, völlig vor der Partei kapituliert. Zindler ging in Berufung gegen seine Suspendierung; alle Instanzen lehnten sein Gesuch jedoch ab.
Als 1953 die Schulform des grundständigen Gymnasiums in Hamburg wiederhergestellt war, herrschte Lehrermangel. Die Schulbehörde bot Zindler daher eine neue Stelle an. Zindler lehrte von 1954 bis 1961 am Gymnasium in St. Georg. Er galt als robust-forsch und außerordentlich fleißig. Im Deutschunterricht hob er das Germanische, Heroische hervor. Von Autoren, die er als „marxistisch, defätistisch und dekant“ bezeichnete, darunter Thomas Mann, hielt er Abstand. Zindler erklärte, dass ein nationalsozialistischer Staat die Erlösung für Deutschland hätte sein können. Adolf Hitler, den er als „Proletarier“ bezeichnete, habe dies jedoch verhindert.
Erwin Zindler starb am 5. November 1964 in seiner Geburtsstadt.

## Werke
Zindler verfasste zahlreiche Bücher und Gedichte. Er sah sich selbst als bedeutenden Schriftsteller. Nach Ende des Ersten Weltkriegs schrieb Zindler 1919 die Geschichte des Feldartillerieregiments Nr. 108 auf und verteilte sie an seine ehemaligen Offiziere. 1929 befasste er sich in dem Buch Auf Biegen und Brechen erneut mit den während des Krieges gesammelten Erfahrungen. 1931 schrieb er mit Fünf Brüder Braderup einen Roman über eine deutsche Mutter. Zindler erhielt dafür vier Jahre später einen Preis der „Woche des deutschen Buches“. Zindler gehörte dem Reichsverband Deutscher Schriftsteller an und führte ab 1934 die Fachschaft Erzähler im Bereich des Nordwestgaus des Verbandes. Auf persönliche Einladung reiste er nach Berlin, wo er im Oktober 1936 an der sechsten Berliner Dichterwoche teilnahm.

## Einschätzung der Persönlichkeit
Der Historiker Uwe Schmidt war der Meinung, dass Zindler vielfältige Beweggründe gehabt habe, die teilweise miteinander konkurrierten. Eine Einschätzung seiner Persönlichkeit sei daher nur schwer möglich, so Schmidt. Zindler habe sich uneinheitlich und nicht besonders auffällig über Juden geäußert. Antisemitismus habe in seiner Weltanschauung offenbar keine dominante Rolle gespielt; kämpferische und soldatische Motive hätten überwogen. Nach Ende des Zweiten Weltkriegs stellte Zindler laut Schmidt alle unpolitischen Themenfelder in den Vordergrund. Etwaige Verstrickungen mit dem Nationalsozialismus versuchte er demnach auszuklammern. Bedeutende Nationalsozialisten wie Albert Henze schätzten offenbar primär Zindlers Führungsqualitäten und Aktivitäten im politischen und militärischen Bereich, jedoch weniger das Wirken als Pädagoge.
Zindler hegte zeitlebens auffällige Sympathien für Heinrich Heine.